# Bernard Lazare

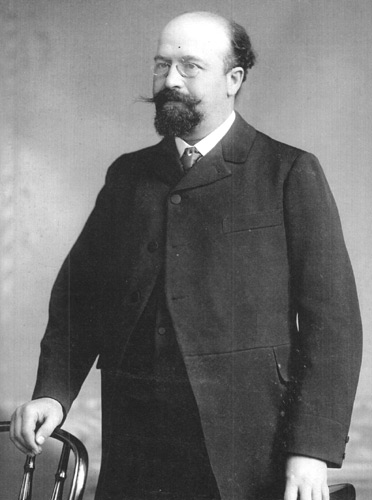
Bernard Lazare

Bernard Lazare (* 15. Juni 1865 in Nîmes als Lazare Marcus Manassé Bernard; † 1. September 1903 in Paris) war ein französischer Journalist, Literaturkritiker und Anarchist jüdischer Abstammung. Bekannt wurde er im Zusammenhang mit der Dreyfus-Affäre.

## Leben
Bernard Lazare wurde in Nîmes geboren und wählte als Pseudonym die Vertauschung seines Vor- und Nachnamens. Er war der älteste der vier Söhne von Jonas Bernard, einem Händler von Damenbekleidung, und von Douce Noémie Rouget, einer traditionellen Provencalin. Die bürgerliche Familie Rouget führte das Jacquard-Handwerk in Toulouse ein und startete eine der ersten erfolgreichen Fabriken für Textilien mit Drapierungen und Besatzartikeln.
Lazare Bernard absolvierte sein Abitur in Naturwissenschaften, aber seine Leidenschaft war die Literatur. Diese teilte er mit seinem Freund Éphraïm Mikhaël aus Toulouse. Die beiden gaben sich als Vettern aus. Es war Éphraïm Mikhaël, der ein Jahr nach seiner Einschreibung an der Archivarschule in Paris Bernard Lazare überzeugte, nach Paris zu kommen.
Lazare kam 1886 nach Paris, im Jahr des Erscheinens des Titels La France Juive (deutsche Ausgabe: Das verjudete Frankreich) von Édouard Drumont. Lazare immatrikulierte sich an der École pratique des hautes études. Dort wählte er das Seminar des Geistlichen Louis Duchesne, für den das Institut Catholique de Paris einen Lehrstuhl für Kirchengeschichte einrichtete. Dort zeigte sich die Härte Lazares, seine Vorliebe zum faktischen Detail, sein Drang, Behauptetes in Frage zu stellen.
Duchesnes Buch Geschichte der alten Kirche (Histoire de l'église ancienne) wurde auf den Index gesetzt. Sein Schreibstil sei „historisch“ und nicht „theologisch“. Während des Universitätsjahres 1887–1888 schrieb Lazare eine wissenschaftliche Arbeit „la législation conciliaire relative aux Juifs“ (Konzilsgesetzgebung über die Juden).
Er schrieb 1888 zusammen mit Éphraïm Mikhaël das Werk La Fiancée de Corinthe, eine dramatische Geschichte in drei Akten, in dem erstmals sein Pseudonym auftaucht. Zwei Jahre später starb Mikhaël an Tuberkulose. Dieser Umstand markierte auf tragische Weise das Ende der Jugend Lazares. Es war gleichzeitig die Zeit, in der er sich dem Anarchismus zuwandte, obwohl er die direkte Aktion nie wirklich guthieß. Doch unterstützte er stets die Ideen und deren Gefährten, indem er ihre Veröffentlichungen und Wege finanzierte. Als Anarchist sorgt er für eine Reihe von Nachrichten, die den Grund für einige Vorladungen darstellten. Er schrieb als anarchistischer Literaturkritiker und veröffentlichte in der konservativen, nationalistischen Zeitung L’Écho de Paris die schmerzhafte Revolte der Arbeiter und Handwerker von Carmaux. Mit seinem journalistischen Geist der Revolte nahm er 1896 am Congrès Socialiste de Londres (Kongress der Sozialisten) teil und denunzierte den „autoritären und eifersuechtigen, des eigenen Programmes treuelosen Karl Marx, dessen Ziele von einer Internationalen abwichen.“ 1896 überwarf er sich mit Drumont und duellierte sich mit ihm.
In der Dreyfus-Affäre war Bernard Lazare von der Unschuld des Hauptmanns Alfred Dreyfus überzeugt und schrieb „Une Erreur Judiciaire: La Vérité sur l’Affaire Dreyfus“ (Ein Justizirrtum: Die Wahrheit über die Dreyfus-Affäre) im Jahr 1896. Nach den Erfahrungen der antisemitischen Kampagnen in Frankreich änderte Lazare seine Haltung für die Assimilation der Juden und unterstützte die Idee eines anarchistischen Zionismus ohne Staat als selbstverwaltetem jüdischen Gebiet.

## Schriften (Auswahl)

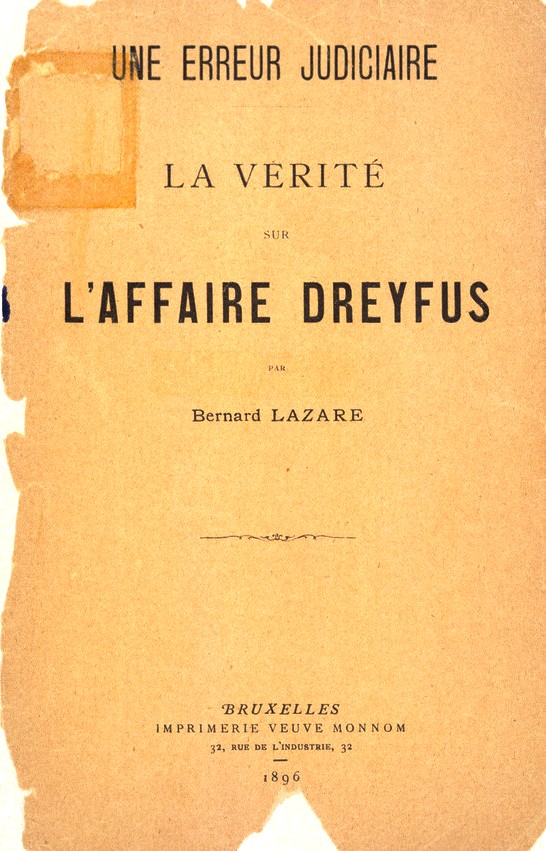
Broschüre Une erreur judiciaire – La verité sur l’affaire Dreyfus, 1896

- L’antisémitisme son histoire et ses causes (1894 – Léon Chailley, Hrsg.): Antisemitism: Its History and Causes. 1894. (online)
- Le nationalisme juif. 1898. (online)
- Antisémitisme et révolution. 1898. (online)
- L’affaire Dreyfus – Une erreur judiciaire. Édition établie par Philippe Oriol, – Ed. Allia, 1993.
- Le fumier de Job. Texte établi par Ph. Oriol – Ed. Honoré Champion, 1998. (engl. Übers. 1948: Harry Lotin Binsse)
- Juifs et antisémites. Édition établie par Ph. Oriol – Ed. Allia, 1992.